# 뚜르: 내 생애 최고의 49일
뚜르: 내 생애 최고의 49일(Le Tour: My Last 49 Days)은 한국에서 제작된 박형준 감독의 2016년 다큐멘터리 영화이다. 이윤혁 등이 주연으로 출연하였고 임정하 등이 제작에 참여하였다.

## 출연

### 주연
- 이윤혁
- 이장훈
- 윤학병
- 임영석
- 이남규

### 조연
- 배선준
- 김성희
- 이찬익
- 김충식
- 이인재
- 정재우
- 김우진

## 제작진
- 제작지원: 정유안
- 제작투자: 권지원
- 투자진행: 박두희
- 투자책임: 이정은
- 공동투자: 이정훈
- 공동투자: 윤민
- 공동투자: 이은
- 공동투자: 심재명
- 공동투자: 김동하
- 공동투자: 박종현
- 공동투자: 이승용
- 공동투자: 이재규
- 공동투자: 박철수
- 공동투자: 최현묵
- 기획진행: 한효림
- 기획진행: 안성진
- 조감독: 김지영
- 조감독: 이다윗
- 조감독: 유수정
- 음향효과: 김기탁
- 믹싱: 서영준
- 믹싱: 박신애
- 사운드슈퍼바이저: 김용주
- 음악지원: 곽정신
- 음악지원: 정모연
- 음악지원: 박문수
- 음악지원: 박주원
- 음악지원: 박가람
- 음악지원: 박지연
- 음악지원: 송정민
- 음악지원: 오주희
- 음악지원: 이기쁨
- 음악지원: 이선경
- 음악지원: 안지원
- 음악지원: 이건희
- 음악지원: 임은진
- 시각효과: 손승현
- 시각효과: 박성진
- 시각효과: 양영진
- 시각효과: 김민경
- 시각효과: 이락경
- 시각효과: 박명성
- 마케팅책임: 임정혜
- 광고디자인: 배광호
- 광고디자인: 차소희
- 광고디자인: 박해리
- 현장총감독: 전일우
- 현장연출: 김민정
- 현장연출: 박미선
- 디지털색보정: 오병걸
- 디지털색보정: 최정곤
- 프리뷰: 송송이
- 프리뷰: 한유진
- 프리뷰: 박소영
- 프리뷰: 최빛나
- 프리뷰: 유수정
- 자료사진촬영: 최영교
- 자막: 박은석
- 자막: 최다희
- 자막: 양지연
- 예고편지원: 안보영
- 법률자문: 강민주
- 투자배급총괄: 박철수
- 배급책임: 안수현
- 국내배급진행: 박선미
- 해외배급진행: 신지민
- 마케팅진행: 김수영
- 투자관리책임: 강미선
- 투자관리진행: 서진석
- 홍보마케팅: 조계영
- 홍보마케팅: 조우리
- 온라인마케팅: 인혜영
- 온라인마케팅: 김혜림
- 온라인마케팅: 황윤경
- 온라인마케팅: 전다은
- 온라인디자인: 서범석
- 온라인디자인: 지유나
- 온라인디자인: 이아름
- 온라인디자인: 김아영
- 온라인디자인: 양서연
- 예고편: 이동근
- 예고편: 김유진
- 예고편: 이재윤
- 예고편: 김경은
- 프로모션: 한지열
- 메이킹: 정상화
- 메이킹: 최용진
- 메이킹: 공현주
- 번역: 김재민